# Thomas Lewis
Sir Thomas Lewis (Cardiff, 26 dicembre 1881 – Rickmansworth, 17 marzo 1945) è stato un medico e cardiologo britannico.

## Biografia

### Famiglia e formazione
Thomas Lewis nacque a Cardiff, Galles, il 26 dicembre del 1881 da Henry Lewis, proprietario di una miniera di carbone e ingegnere minerario, e Katherine Hannah Davies. Fu educato a casa fino a 10 anni, dopodiché studiò al Clifton College dove rimase però solo un anno poiché essendo un bambino di salute cagionevole la madre decise di riportarlo a casa. Dal momento che passava più tempo a giocare che a studiare, fallì i suoi primi test di ingresso all'università di Londra. I suoi studi universitari però intrapresero la strada della medicina per una ragione strana:
(Thomas Lewis)

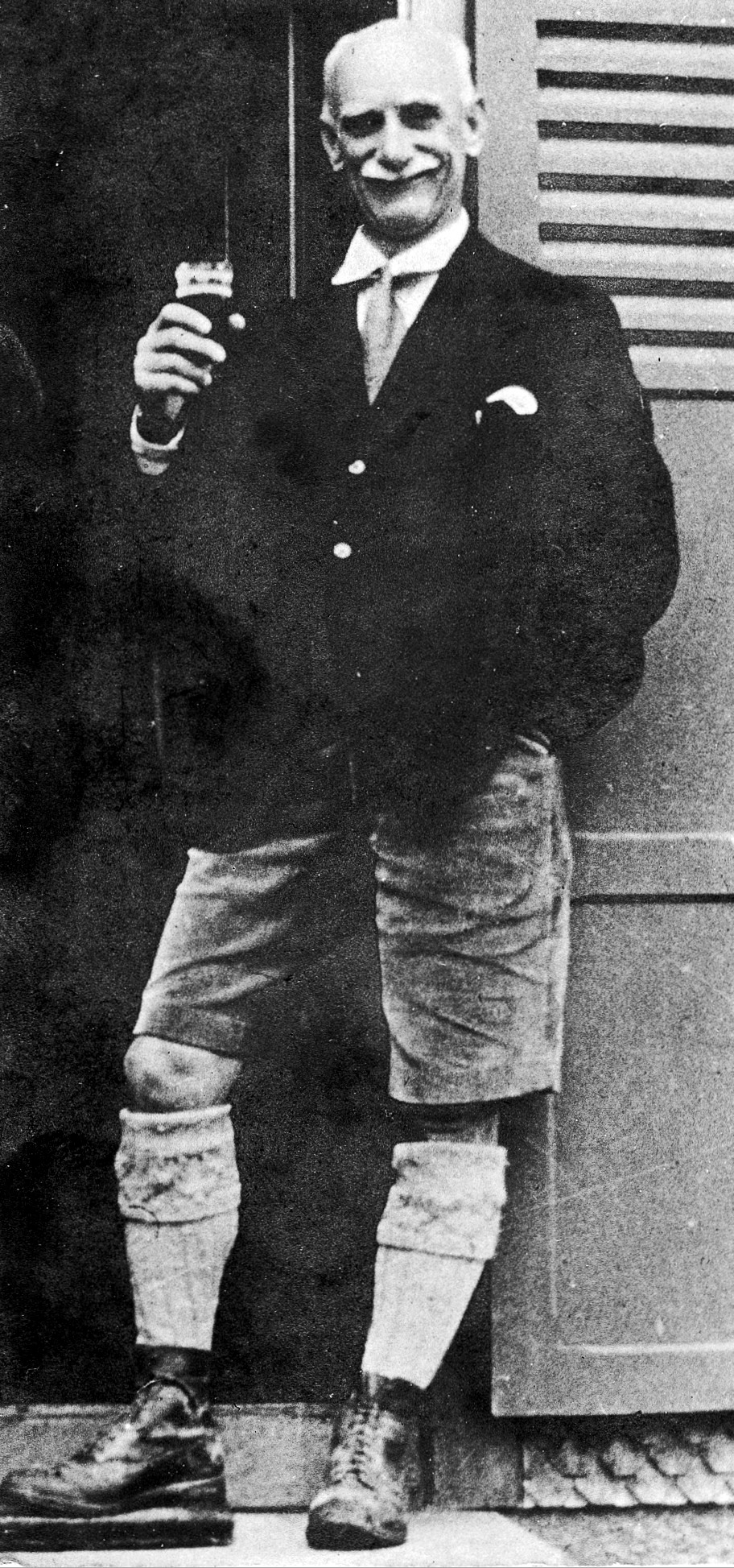
Thomas Lewis

 Ritentò dunque i test di ingresso e riuscì ad immatricolarsi nel giugno del 1898, nel dipartimento di scienze dello University College a Cardiff. Già a 19 anni cominciò a pubblicare articoli scientifici e, dopo aver ricevuto il "Bachelor of Science" nel giugno del 1901, l'anno successivo superò addirittura un altro esame in anatomia e fisiologia che gli conferì una medaglia d'oro e gli diede la possibilità di presentare il suo Dottorato in Medicina. Nell'ottobre del 1902 si iscrisse allo University College Hospital (UCH) a Londra dove in seguito un gruppo di 7 documenti gli valsero, all'età di 22 anni, il diploma di Dottore delle Scienze. Nel giugno del 1904 conseguì il Conjoint Diploma diventando medico: dopo questo diploma non solo fu chiamato a far parte del Royal College of Physicians of London (LRCP) ma divenne anche un membro del Royal College of Surgeons of England (MRCS). Seguirono una serie di ricerche ed esperimenti da lui condotti, fino a quando nel 1907 fu nominato Assistente Medico al "Seamen's Hospital Greenwich" e medico ambulatoriale al "City of London Hospital". Cominciò dopo qualche tempo a combinare gli esperimenti in laboratorio con le osservazioni cliniche, e questo fu il momento in cui il concetto di "Scienza Clinica" cominciò a prendere forma. Nel 1909 Lewis fondò un giornale sugli studi della circolazione che prese il nome di "Heart" (destinato ad avere un grande successo) e di cui divenne il primo editore. Nel marzo del 1910 fu nominato detentore del "Beit Memorial Fellowship for Medical Research", una delle più prestigiose borse di studio, grazie alla quale giovani ricercatori medici potevano essere valorizzati. L'anno 1910 si concluse con l'ottenimento di un suo personale dipartimento di cardiografia nello UCH Medical School: nonostante fosse situato in una scuola medica rimaneva comunque un dipartimento ospedaliero nel quale ci si preoccupava dei problemi clinici dei pazienti. Nel 1911 Lewis ottenne il suo primo posto accademico nello stesso ospedale, infatti fu nominato docente in patologie cardiache nel dipartimento di anatomia patologica e nel novembre del 1912 conseguì il suo obbiettivo di essere scelto a far parte dello staff clinico dello UCH come assistente medico: questo è ancora una volta un chiaro esempio della determinazione di Lewis che, ogni volta, rendeva i risultati delle sue ricerche disponibili per medici generali. Venne poi il più importante evento per la vita professionale di Lewis: il 16 febbraio del 1916 il Medical Research Committee (MRC) lo nominò membro permanente del proprio staff scientifico per lavori di ricerca clinica. Questa fu dunque la fine di cinque anni di pratiche private che non gli erano mai piaciute soprattutto perché non gli piaceva ricevere compensi dalle persone malate. Nell'agosto del 1917 Lewis fu nominato medico all' "Eastern Command" anche se rifiutò il rango di colonnello preferendo rimanere un civile. Questo fu l'anno in cui gli fu affidata la "Croonian Lecture" (lui scelse per tema: "Upon the motion of the mammalian heart"), la prestigiosa lezione assegnata ogni anno dalla Royal Society a qualche eminente scienziato. Lewis, che farà parte della Royal Society dal 1918, fu molto contento di quell'onore anche se la sua gioia fu temperata dal rammarico che suo padre non potesse più assistervi, essendo morto qualche tempo prima.
Nel 1932 Lewis diventò il primo medico in carica dell'Hospital's Department of Clinical Research, poi in seguito Regius Professor di Medicina ad Oxford e Honorary Consultant Physician presso il Llandough Hospital e infine fu un noto leader nell'educazione medica oltre ad essere un'autorità mondiale per l'ipertensione.

### Vita privata
La vita personale di Sir Thomas Lewis subì un cambiamento importante quando nel 1914, subito dopo il suo trentatreesimo compleanno per la prima volta conobbe la sua futura moglie, Alice Lorna Treharne James, nata nel 1889 in un piccolo paese di Merthyr Tydfil. Si fidanzarono nell'agosto del 1915 e si sposarono nella Chiesa di Marylebone, a Londra, il 30 marzo 1916, prendendo residenza ad Hampstead. Nel 1919 però, le finanze personali del medico stavano diventando un problema: aveva una casa propria, con una moglie e famiglia da mantenere (la loro primogenita Patricia nacque nel dicembre 1918).

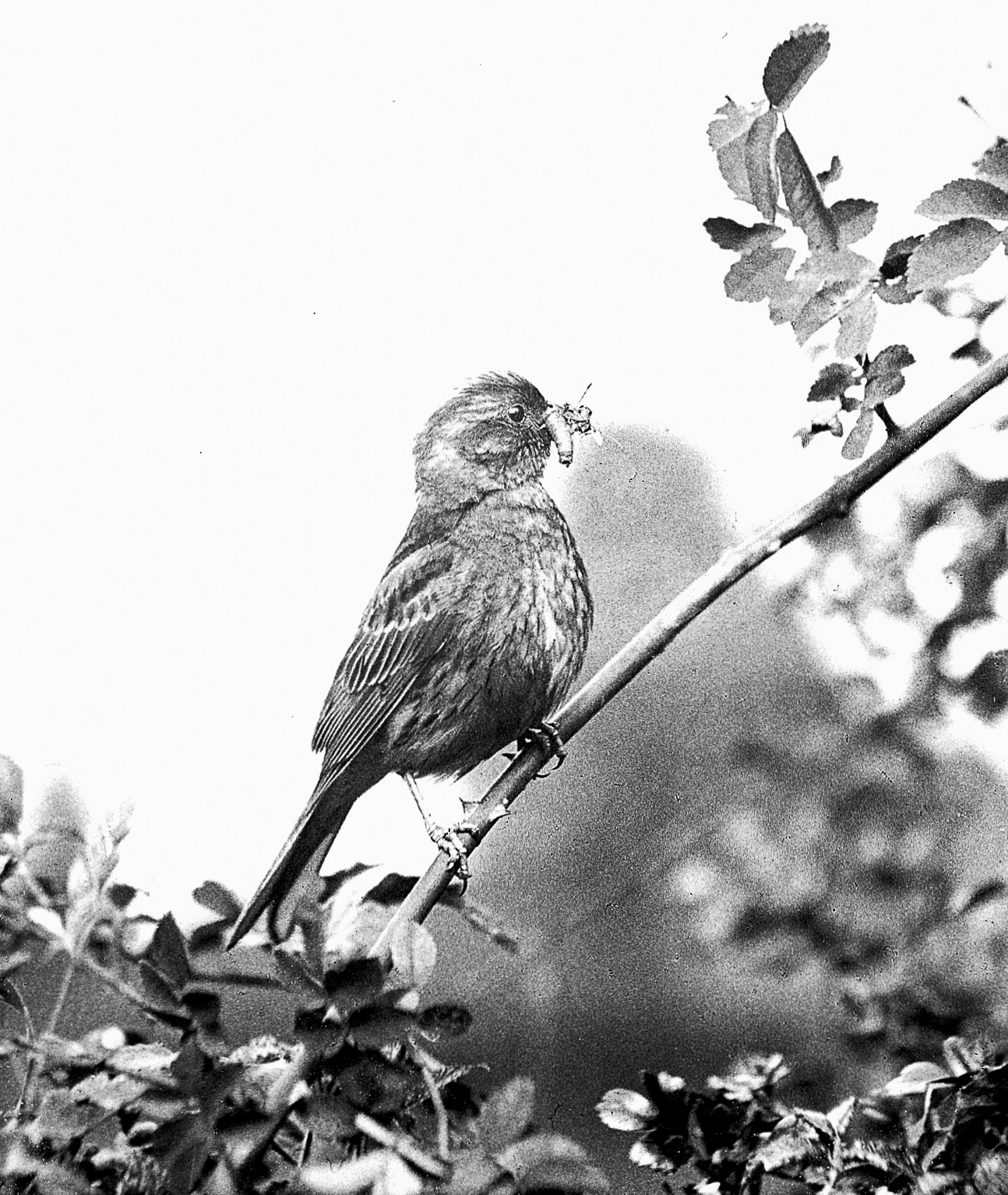
Uccello con insetto nel becco dall'archivio di Sir Thomas Lewis

 Lewis aveva l'hobby di osservare gli uccelli e anche quello di fotografarli, ma un'altra grande passione erano i pesci, anche se nella sua vita professionale passò una buona parte del suo tempo dedicandosi alla letteratura e valutando gli articoli presentati per il suo giornale. Durante la settimana preferiva trascorrere le sue serate lavorando a casa, solo occasionalmente andava al teatro o ai concerti, ed evitava cene ufficiali se poteva. Lady Lewis aveva un grande charme e dedicò le sue considerevoli energie sostenendo suo marito, il suo lavoro, i suoi hobby, i suoi figli e la loro casa, e lavorò per molti anni ogni settimana nel Child Welfare Department all'UCH.
Nell'aprile del 1927 Lewis ebbe un infarto miocardico, il primo di tre, ma da allora non si interessò molto alle letture su questo genere di condizioni cardiache. Infatti quando due medici John Parkinson e D. Evan Bedford scrissero un articolo intitolato "Cambiamenti negli elettrocardiogrammi in seguito ad infarto cardiaco (trombosi coronarica)" e fecero visita a Lewis per proporgli di pubblicarlo sull'"Heart":
(D.Evan Bedford)
Solo anni dopo Lewis scrisse che suo padre aveva avuto una trombosi coronarica e forse ricordò, durante il suo malessere, che i suoi sintomi erano simili a quelli che aveva notato nel padre. Lewis fece un lungo ricovero dopo il suo infarto e, anche se con riluttanza ammise che aveva bisogno di cambiare: ridusse dunque il lavoro giornaliero nel dipartimento, ma certamente la cosa migliore che fece fu smettere di fumare. Durante la sua convalescenza ricevette la bella notizia che la Royal Society di Londra lo aveva premiato con una Medaglia Royal.
Nel febbraio del 1932 ebbe un duro attacco di neurite al braccio sinistro e il 16 novembre 1935 mentre rincasava ebbe un secondo attacco di trombosi coronarica (preferiva questo termine a "infarto miocardico"). Lewis scelse il Dr John Parkinson (che aveva lavorato con lui al Military Heart Hospital) come suo medico personale e quest'ultimo lo informò che l'attacco che aveva subito era stato più forte del primo, motivo per cui rimase a letto per sei settimane. Nel 1936 Lewis si recò insieme a sua moglie nelle Isole Canarie dove riacquistò una buona salute, anche se dovette interrompere il suo programma di ricerche. Nel tardo autunno del 1944 però, cominciò ad avere attacchi di asma cardiaco e fu ricoverato nell'ala dei pazienti privati dell'UCH, ma presto un embolo polmonare nel gennaio del 1945 prolungò la sua malattia. Nelle prime ore di sabato 17 marzo 1945 Lewis ebbe il terzo attacco di infarto miocardico e morì a casa poche ore dopo all'età di 63 anni. Fu seppellito secondo la sua volontà al cimitero di Llangasty che sovrastava il lago di Llangorse di Breconshire, una bellissima parte del Galles.

### Medico e ricercatore

#### Il sistema cardiovascolare
Un punto decisivo per la carriera di Lewis si verificò nel 1905-6, quando egli iniziò a studiare per la prima volta il sistema cardiovascolare partendo da ricerche fatte sulle pulsazioni, di cui riuscì a fare un'analisi dettagliata grazie all'utilizzo di uno sfigmografo di Dudgeon. Con questo strumento controllava il polso arterioso e misurava anche la pressione del sangue sistolico. In uno dei suoi studi al "City of London Hospital", dove era medico ambulatoriale, registrò simultaneamente la pressione pericardica, tracheale e arteriosa in 44 gatti e descrisse la relazione tra la respirazione e la pressione sanguigna. L'anno 1908 fu importante per Lewis poiché segnò l'inizio del suo lavoro sulle aritmie cardiache che si dimostrò estremamente originale e lo portò a conoscenza delle irregolarità cardiache grazie alle quali divenne ben presto famoso in tutto il mondo. Le applicazioni cliniche dei metodi necessari per poter analizzare tali aritmie furono facilitate dal Dr. James Mackenzie, destinato a diventare in seguito un suo grande amico.
Avendo già mostrato il "meccanismo cardiaco" attraverso il punto di vista delle pulsazioni arteriose, venose e con l'elettrocardiogramma, Lewis decise di descrivere le aritmie individuali usando i meccanismi di cui aveva parlato nel 1910 in "The Mechanism of the Heart Beat", un libro pieno di analisi e ricerche o, come lui amava chiamarle, di patologie cliniche del battito cardiaco che in seguito si rese conto essere troppo dettagliato per i medici generici interessati al cuore.

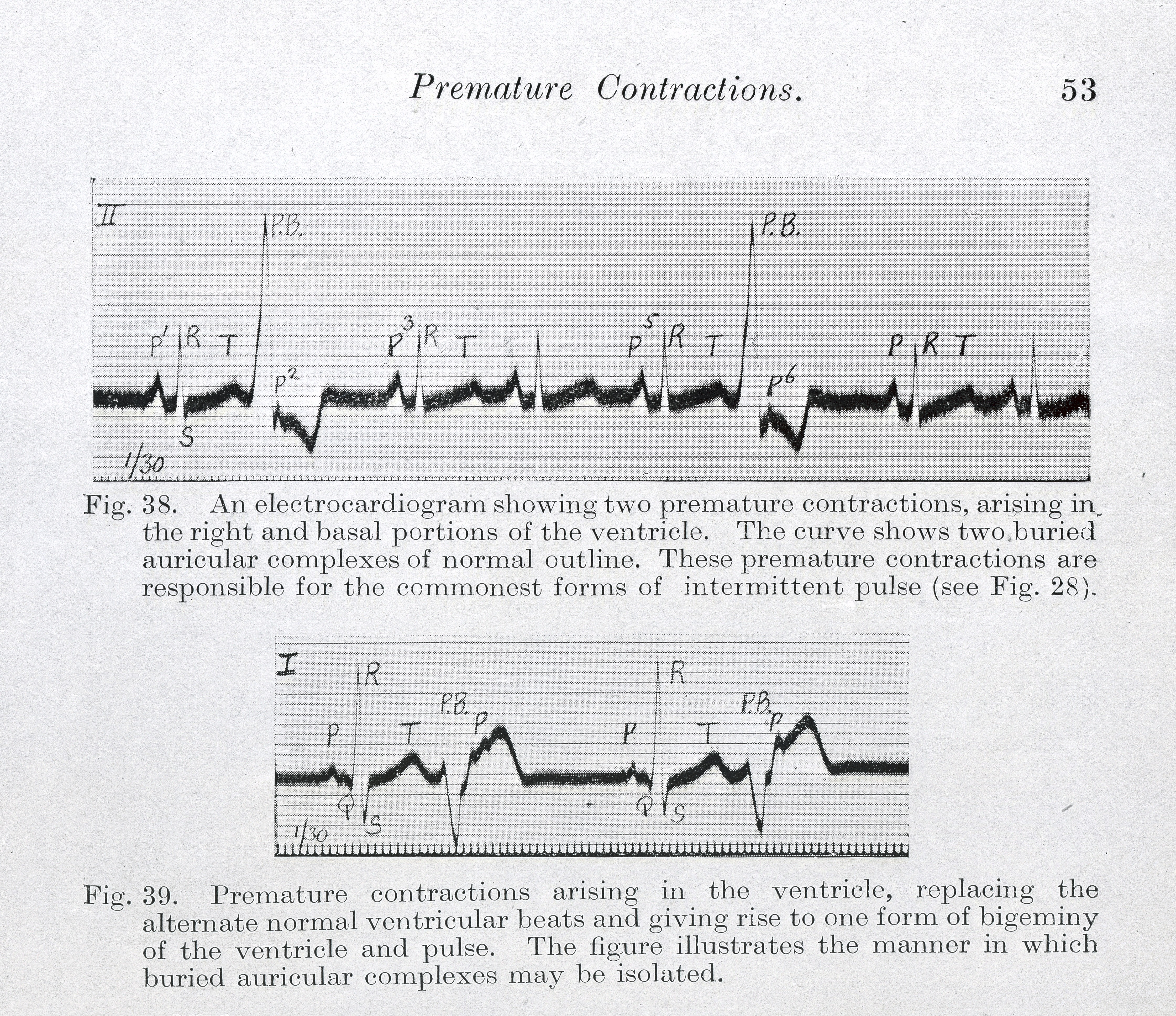
Un elettrocardiogramma mostra due contrazioni premature responsabili delle forme più comuni di impulsi intermittenti.

 "Heart" è stata una delle più prestigiose riviste di medicina di quel tempo e per il suo alto standard Lewis guadagnò molto credito. Anche il suo libro "Diseases of the Heart" fu un immediato successo sia per gli studenti che per i medici: le descrizioni delle malattie erano scritte in uno stile che attirava l'attenzione dei lettori per tutta la lettura (la prima edizione uscì nel gennaio del 1933). Nel 1929 Lewis era ormai impegnato nella ricerca a tempo pieno da 20 anni e durante questo periodo molti uomini e donne lavorarono per lui ma, nonostante facesse da supervisore, non ci sono dubbi sul fatto che venne considerato dai suoi giovani ricercatori come qualcuno di molto speciale per cui nutrire affetto e rispetto. L'ultimo articolo di Lewis sulle ricerche dei problemi cardiaci uscì nel 1926, ma questo non segnò la fine del suo interesse per le malattie del cuore infatti nel 1928 scrisse un articolo "Early signs of cardiac failure of the congestive type" nel quale evidenziò che il principale e sicuramente miglior modo per diagnosticare l'insufficienza cardiaca congestizia era di misurare la pressione della vena giugulare, perché caratteristiche solitamente acquisite come l'edema, l'ascite e il fegato ingrossato erano segni tardivi. Il suo metodo di misurare l'altezza della pressione della vena giugulare da una prospettiva esterna fu adottato universalmente. L'anno 1935 concluse un lungo periodo di ricerca sulla circolazione periferica iniziato nel 1927 con la pubblicazione della monografia di Lewis intitolata "The Blood Vessels of the Human Skin and their Responses". La scienza clinica aveva contribuito molto alla fisiologia della circolazione e aveva avuto, allo stesso modo, un prezioso sviluppo nella comprensione e nel trattamento di eventuali disordini. A tal proposito Lewis pubblicò il libro "Vascular Disorders of the Limbs" con il sottotitolo "descritto per professionisti e studenti": di particolare importanza furono i primi due capitoli sulla prova della circolazione nell'aorta e sugli effetti dell'arresto circolatorio poiché fornivano precise informazioni su punti pratici come esaminare il tasso del flusso sanguigno e la pervietà dei vasi. Una seconda edizione rivisitata di "Vascular Disorders of the Limbs" uscì nel 1946 e fino ad oggi è rimasta un'eccellente guida pratica su questo tema, stimata sia dai chirurghi vascolari che dai medici.

##### L'elettrocardiografo
Un evento di notevole importanza per la carriera di Lewis fu l'installazione dell'elettrocardiografo a Cambridge (il modello fino ad allora utilizzato era il galvanometro). Nel maggio del 1914 egli pubblicò un articolo su "Heart", in cui mostrava un lavoro dettagliato riguardo alla stimolazione elettrica sui cuori dei cani: basta ricordarsi di quanto sia piccolo il cuore di un cane per apprezzare l'eccellenza di questo lavoro.
Qualche anno dopo il Dr. Cotton fu il primo a dimostrare che il disturbo valvolare di cui soffrivano alcuni pazienti era indice di un'infiammazione del rivestimento interno del cuore, che prende il nome di endocardite batterica. Furono probabilmente le sue osservazioni a dare a Lewis lo stimolo per intraprendere nuovi studi relativi a questa malattia (1922), che si rivelarono un importante punto di svolta rispetto ai suoi intensi studi elettrocardiografici sulla fisiologia miocardica e sulle aritmie. Da tale indagine Lewis ottenne i seguenti risultati: il 23% dei soggetti adulti con valvole bicuspidi congenite acquisivano endocarditi batteriche e la deformità congenita favoriva i trombi piastrinici in cui i batteri erano capaci di trovare sistemazione.

#### La pelle
Un giorno una paziente, una donna di 45 anni, consultò Lewis perché aveva notato con l'inizio dell'inverno che le sue mani diventavano di un colore blu intenso quando le esponeva al freddo: aveva l'acrocianosi. Lewis fece una serie di ricerche sul meccanismo vascolare di questa condizione di cui non si sapeva praticamente nulla a quel tempo. Eseguì tali ricerche con il Dr. Eugene M. Landis e insieme furono in grado di concludere che l'acrocianosi era dovuta allo spasmo delle arteriole che causava una diminuzione del flusso sanguigno nella pelle. Questo sembrava essere un modo, o in ogni caso uno dei modi, con cui si interessò dell'effetto del freddo sulla pelle. Un altro problema da combattere nel contesto del freddo e della pelle era quello della malattia di Raynaud: la pelle, specialmente quella delle mani, diventava bianca e insensibile in risposta al freddo esterno. Il pallore iniziava dalle punte della dita e poi avanzava verso la base. Ma se ciò fosse stato dovuto ad un'anomalia del sistema vasocostrittore avrebbe dovuto colpire tutte le dita allo stesso tempo. Lewis mostrò che il responsabile della malattia di Raynaud era un'arteria digitale localizzata. In seguito sviluppò un interesse speciale per la sclerodermia che lo portò nel 1932 alla sua elezione come membro onorario della British Association of Dermatology and Syphilology.
Lewis scoprì poi, che molti soggetti sviluppavano crampi della pelle intorno ad una piccola area di una ferita. Lo notò per la prima volta sul suo stesso braccio dopo averlo stimolato localmente con la corrente durante un suo lavoro sull'eritralgia (o Eritromelalgia). Commentò poi, che le malattie viscerali provocavano un indolenzimento della pelle e anche rigidità muscolare e mostrò in un esperimento fatto su se stesso che anche le membrane mucose potevano produrre indolenzimento cutaneo.

#### Il dolore
Lewis si incuriosì a proposito della sindrome del dolore nelle gambe, di cui si sapeva fosse causata dallo sforzo e associato alla malattia arteriosa: dopo vari esperimenti riuscì ad arrivare, insieme a George Pickering (una delle più conosciute figure della medicina della Gran Bretagna, un portatore di luce per la scienza clinica e un'autorità mondiale per l'ipertensione), alla conclusione che il dolore muscolare è causato dal Fattore P. Avendo stabilito il meccanismo del dolore nell'ischemia muscolare della gamba fu naturale estendere il concetto spiegando il dolore dell'angina pectoris e dell'occlusione coronaria. Il lavoro sul dolore continuò con uno studio sulle strutture profonde della pelle e l'attenzione fu diretta specialmente alla questione del riferimento del dolore, un problema che lo aveva affascinato in molti lavori precedenti, tanto che il passo successivo fu quello di cercare le analogie tra i dolori somatici e quelli viscerali. Dal 1933 al 1937 il medico inglese lavorò al Medical Research Council e divenne segretario del Clinical Committee: ormai era diventato la figura più potente della ricerca clinica in Gran Bretagna e la sua opinione era spesso richiesta.

### La guerra

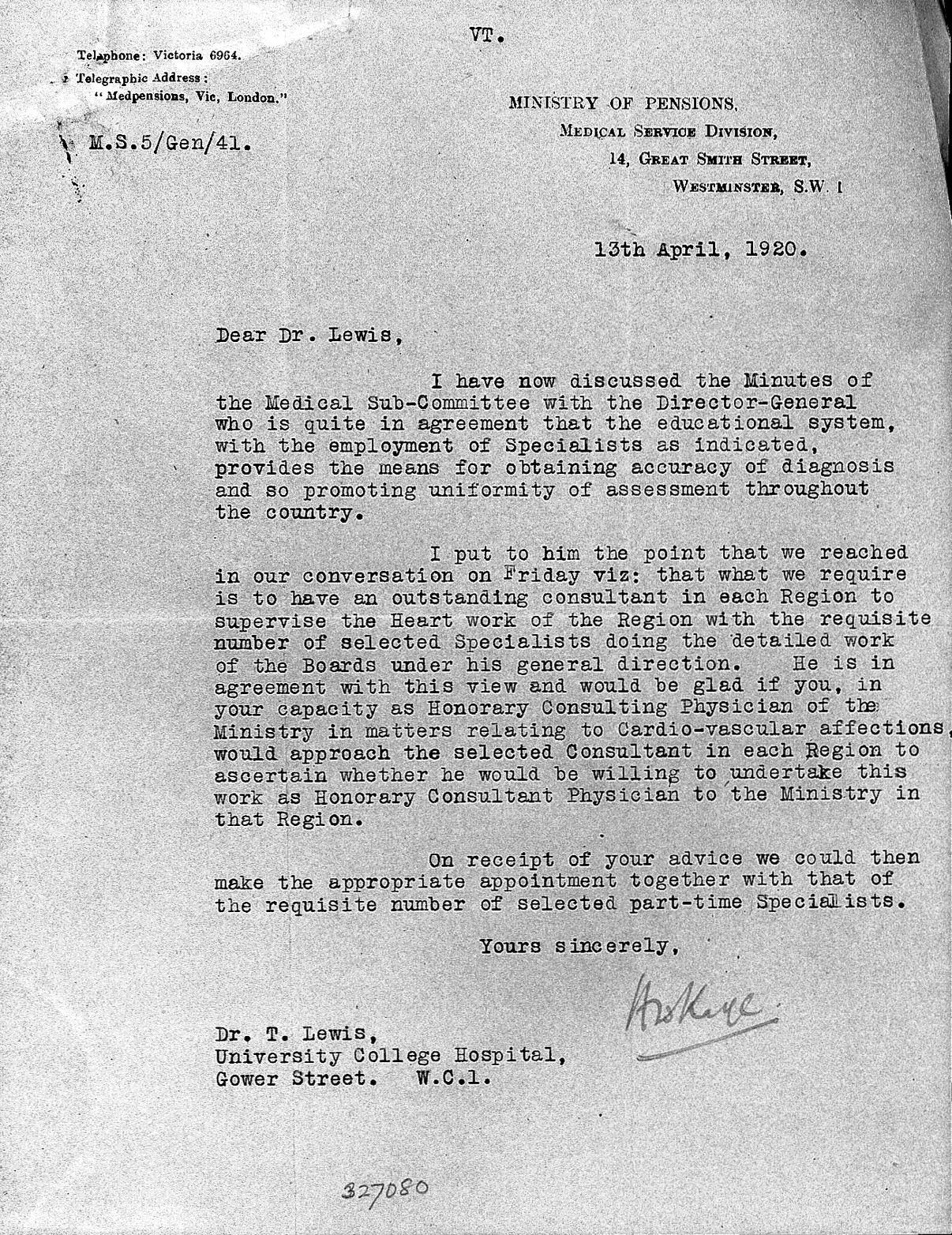
Lettera dal Ministero dei Pensionati a Thomas Lewis

Alla fine del 1914 era scoppiata la prima guerra mondiale già da 4 mesi e i colleghi di Lewis erano tutti nell'esercito. Lui, invece, fu formalmente esonerato dal servizio militare e cominciò uno studio sul cuore dei soldati. Specialmente dopo la ritirata traumatica da Mons, i soldati in servizio, si ammalarono e furono dichiarati invalidi dai medici dell'esercito o per "azione irregolare del cuore" o, se c'era un soffio cardiaco, per "malattia valvolare del cuore". In questo periodo Lewis aveva appena iniziato ad investigare sulle condizioni dei soldati ricoverati e, avendo trovato lo streptococco nelle urine di 10 pazienti su 11, concluse che si trovavano di fronte ad un'infezione del sangue dovuta alla presenza di organismi. Probabilmente, quindi, erano stati contaminati. Lewis però propose in seguito, dopo ulteriori analisi, che la condizione dei soldati potesse essere chiamata "Sindrome da sforzo" perché tali sintomi si aggravavano in seguito a sforzi continui ed intensivi.
Il prestigio scientifico e l'anzianità resero Lewis un leader naturale nel gruppo di medici ad Hampstead e il suo lavoro durante la guerra sulla sindrome da sforzo e la sua continua assistenza al Ministero dei Pensionati furono di grande valore per il Governo. Proprio per questo infatti fu nominato nel 1920 "Comandante dell'Impero Britannico (CBE)" e nel 1921 gli fu conferito il titolo di "Knighthood", un vecchio onore ricevuto dal Sovrano Britannico.

## Principali meriti

### La scienza clinica
(Thomas Lewis)
In un importante articolo "Osservazioni sulle ricerche in medicina: la sua posizione e i suoi bisogni" che Lewis scrisse nel 1930, egli evidenziò che
(Thomas Lewis)
Nel 1929 il dipartimento fondato da Lewis nel MRC esisteva da 10 anni dopo la guerra e fu impegnato totalmente per quasi 20 anni nei lavori di ricerca che sorgevano direttamente o indirettamente dal contatto con i pazienti. Ma il suo dipartimento era ancora l'unico ad avere un chiaro impegno nella ricerca medica, nonostante la creazione nel 1920 dell'unità accademica professionale. Questa era una situazione che a quel tempo cominciò a preoccupare Lewis ed esiste un piccolo dubbio sul fatto che la sua ansia fu fondamentalmente il risultato della sua malattia. Lui sapeva che se fosse morto nell'immediato futuro non ci sarebbe stato nessuno a sostenere la pubblicizzazione della Scienza Clinica che lui aveva iniziato 15 anni prima e portato avanti con una certa determinazione. Di conseguenza il Medical Research Council fondò un sub-comitato sulla "Futura Politica per la Promozione della Ricerca Clinica": uno dei problemi principali era quello di rendere capaci i giovani uomini di seguire per tutta la vita la carriera dell'indagine clinica. Lewis dichiarò che la scienza clinica non coincideva con la pratica clinica della medicina e della chirurgia e sosteneva che c'era una distinzione tra la scienza e l'arte della medicina, riconoscendo comunque che la scienza e l'arte potevano essere praticate dalla stessa persona. La nostra conoscenza della medicina, secondo lui, riposa su un treppiede cui ogni membra è essenziale per la stabilità della superstruttura. Queste membra comprendevano studi della vita dell'uomo in salute e malattia, studi della morte dell'uomo e studi sugli animali, e la scienza clinica li abbracciava tutti e tre ma "la sua principale e unica competenza riguarda la vita dell'uomo". Nel 1930 ci fu prima di tutto il bisogno di far decollare la scienza clinica stabilizzandola in larga parte come un'impresa ben avviata. Il più importante passo iniziale fu di riunire insieme quei pochi ricercatori presenti in Gran Bretagna e stabilire con loro un forum per discutere: Lewis lo fece fondando la Medical Research Society. L'oggetto di questa società dal suo punto di vista era di stabilire degli incontri regolari il cui scopo era di promuovere progressi medici specialmente negli esseri umani oppure altre questioni direttamente collegate alla malattia nell'uomo. Doveva essere inoltre capace di incoraggiare lavori originali con un'informale, critica e utile discussione e divenne dunque preziosissima per i giovani ricercatori. Lewis fu il presidente del primo meeting scientifico che si tenne allo UCH Medical School il 24 ottobre del 1930. Nel 1940 la Medical Research Society era maturata arrivando a 55 membri e 15 soci. Lewis era considerato la figura paterna dello sviluppo della medicina scientifica in Gran Bretagna. Al suo cinquantesimo anniversario la società aveva circa 1000 membri. Nel 1930 però, pochi erano i giovani, uomini e donne, impegnati nella ricerca medica perché le unità accademiche fornivano un numero limitato di posti. Quindi Lewis segnalò al MRC che avrebbe creato tre posti nel suo dipartimento con la durata di un anno per i giovani lavoratori che avevano un apprendistato nella ricerca a tempo pieno. Nel 1932 cambiò il nome del suo giornale "Heart" in "Clinical Science" con il sottotitolo "incorporating Heart" e continuò ad essere l'editore per i seguenti 13 anni fino a quando, nel 1947, la proprietà del Clinical Science passò nelle mani del Medical Research Society. Sappiamo che Lewis voleva creare una laurea universitaria in Scienza Clinica (probabilmente un Master of Science) poiché era pienamente consapevole che la mancanza di un adatto tirocinio con un appropriato numero di posti era un considerevole ostacolo per i giovani che volevano impegnarsi nella ricerca clinica. Nel novembre del 1941 ebbe il grande onore di ricevere la Medaglia Copley dalla Royal Society di Londra per la ricerca clinica e sperimentale sul cuore dei mammiferi.

### Cardiologia
Lewis dopo aver intuito grazie alla sua esperienza che gli ufficiali medici spesso si occupavano in modo inadeguato dei pazienti con problemi di cuore, cercò di rendere migliore la sistemazione degli uomini con disabilità cardiovascolari. Fece in seguito un'importante raccomandazione al Ministero affermando che gli specialisti cardiologi erano essenziali per l'istruzione e per il lavoro di valutazione sulla scena. Questo portò ben presto all'organizzazione della cardiologia in Gran Bretagna, iniziata nel 1921, quando il Ministero tenne una conferenza per i consulenti in malattie cardiovascolari: il 22 aprile fu fondato il "Club cardiaco" di cui Sir James Mackenzie divenne membro onorario. Questo club si rivelò una forza vitale per la cardiologia in Gran Bretagna e nel 1946 prese il nome di "Società cardiaca Britannica". Nel gennaio del 1919 Lewis fu eletto Medico Ordinario dell'ospedale Medical Research Committee e medico di emergenza del Dipartimento Cardiografico.
Anche il lavoro sulla pulsazione capillare fu seguito da una lunga serie di importanti studi sulla reazione vascolare della pelle. Questa ricerca iniziò nel 1915 e Lewis fu il primo a dimostrare conclusivamente che i capillari umani erano in grado di contrazione attiva.

### Riabilitazione
Un problema che Sir Thomas Lewis ebbe molto a cuore fu quello di trovare un lavoro adeguato per gli uomini dell'esercito che rimanevano disabili: sapeva infatti quanto fosse difficile per un uomo della classe operaia cambiare il suo lavoro.
Egli fu certamente il fondatore della riabilitazione dopo l'osservazione che scrisse al Ministero della Salute:
(Thomas Lewis)

## Scritti principali

### Libri
- The Mechanism of the Heart Beat, Shaw & Sons, London 1911
- Clinical Disorders of the Heart Beat. A handbook for practitioners and students, Shaw & Sons, London 1912
- Lectures on the Heart, Paul B. Hoeber, New York 1915
- The Soldier's Heart and The Effort Syndrome, Shaw & Sons, London 1918
- The Mechanism and Graphic Registration of the Heart Beat,3rd edn, Shaw & Sons, London 1925, pp. 340
- The blood vessels of the human skin and their response, Shaw & Sons, London 1927
- Diseases of the heart, Macmillan and Co, London 1933
- Vascular disorders of the limbs, Macmillan and Co, London 1936
- Pain, The Macmillan Company, New York 1942, pp. 83
- Exercises in Human Physiology (preparatory to clinical work), Macmillan and Co, London 1945

### Articoli
- "The Pulse in Aortic Disease: the relation of pulse curves to blood pressure", Lancet, 1906, fasc.2, pp. 714–717
- "Split hand and split foot deformities, their types, origin and transmission", Biometrika, 1908, fasc.6, pp. 327–387
- "A note on the simultaneous occurrence of sinus and ventricular rhythm in man", Journal of Physiology, 1908, fasc.37, pp. 445–458
- "Auricular Fibrillation: a common clinical condition", British Medical Journal, 1909, fasc.2, p. 1528
- "Auricular fibrillation and its relationship to clinical irregularity of the heart", Heart, 1910, fasc.1, pp. 306–372
- "Electrocardiography and its importance in the clinical examination of heart affections", British Medical Journal, 1912, fasc.1 pp. 1421–1423, 1479-1482
- "The Linacre lecture. The law of cardiac muscle with special reference to conduction in the mammalian heart", Quarterly Journal of Medicine, 1921, fasc.14, pp. 339–351
- "Remarks on early signs of cardiac failure of the congestive type", British Medical Journal, 1930, fasc.1, pp. 849–861
- "Congenital tricuspid stenosis", Clinical Science, 1945, fasc.5, pp. 261–273